# Josef Bartoň

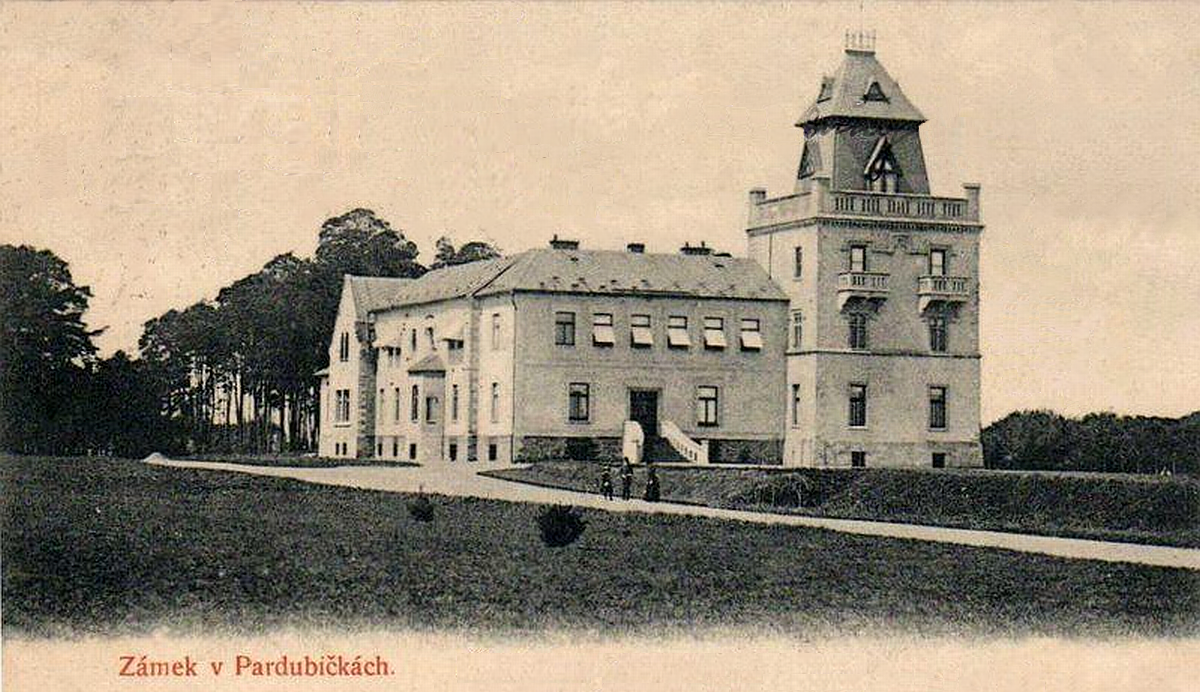
Pardubický zámeček na dobové pohlednici

Josef Bartoň (25. srpna 1899 Morašice – 2. července 1942 Pardubice) byl český lékař a spolupracovník výsadku Silver A.

## Život

### Civilní život
Josef Bartoň se narodil 25. srpna 1899 v Morašicích v okrese Chrudim v rodině rolníka ve Stojicích Františka Bartoně a jeho manželky Marie. V roce 1917 maturoval na gymnáziu v Chrudimi, roku 1925 dokončil úspěšně studia na lékařské fakultě univerzity Karlovy. Pracoval na dětské klinice v Praze, poté se stal dětským lékařem v Pardubicích, kde měl soukromou ordinaci. V Pardubicích se rovněž spolupodílel na založení Masarykovy ligy proti tuberkulóze. V září 1938 byl Josef Bartoň mobilizován. V roce 1940 zahájil pedagogickou činnost v ústavu pro porodní asistentky.

### Protinacistický odboj
Po německé okupaci se Josef Bartoň angažoval v Petičním výboru Věrni zůstaneme a jako jeho zástupce navázal spolupráci s organizací ÚVOD. V lednu 1942 se setkal s Alfrédem Bartošem – velitelem výsadku Silver A. V dubnu téhož roku léčil na žádost Věry Junkové radistu výsadku Jiřího Potůčka, který se v té době ukrýval u Josefa Chrbolky v Mněticích, ze zápalu plic, v květnu pak Alfréda Bartoše při prudkém kloubním revmatismu. Výsadku též po poruše radiostanice Libuše poskytl náhradní zařízení, které měl coby nadšený radioamatér ilegálně uložené ordinaci. Dne 16. června 1942 došlo ke zradě Karla Čurdy, díky kterému se Gestapo dostalo ke jménům a adresám spolupracovníků parašutistů a mimo jiné zatklo Hanu a Václava Krupkovi. V jejich bytě nalezlo i Bartošovi záznamy. Není zřejmé co v nich přesně bylo, pravdou je, že nemohlo jít o konkrétní jména, protože k dalšímu zatýkání docházelo postupně jak byla prolamována konspirace. Josef a Emilie Bartoňovi byli zatčeni 20. června 1942. Josef Bartoň byl 2. července téhož roku (1942) zastřelen spolu s ostatními pardubickými spolupracovníky Silver A na pardubickém zámečku, jeho tělo bylo spáleno v místním krematoriu a popel vysypán do Labe.

### Rodina
V roce 1929 se Josef Bartoň oženil s Emilií Welzovou (1904–1942), zpěvačkou a herečkou pardubického divadla. V roce 1930 se manželům narodil syn Ivan a v roce 1931 dcera Eliška. Rodina udržovala přátelství s egyptologem Františkem Lexou a kladla důraz na vlastenectví.
Manželka Emilie Bartoňová byla zatčena spolu s manželem 20. června 1942, byla zavražděna 23. prosince 1942 v plynové komoře koncentračního tábora Osvětim. Děti si k sobě vzala služebná. Syn Ivan (* 1930) vystudoval medicínu, dcera Eliška (vdaná Dusilová) (* 10. července 1931) vystudovala pedagogickou fakultu a stala se učitelkou.

## Připomínky Josefa a Emilie Bartoňových
- Na domě Bartoňových v pardubické Smilově ulici číslo 353 je umístěna pamětní deska manželů Bartoňových.[4]
- Jako ulice Bartoňova je pojmenována jižní část pardubického sídliště Dubina.
- V rámci kompozice pomníku obětem první a druhé světové války ve Stojicích je umístěn i žulový kvádr věnovaný Josefu Bartoňovi a jeho ženě.[5][6] Na pamětním sloupku v levé části pomníku je nápis:

SVĚTLÉ PAMÁTCE / NAŠEHO OBČANA / MUDr. / JOSEFA BARTONĚ / ODB. DĚTSKÉHO LÉKAŘE / V PARDUBICÍCH, / KTERÝ BYL ZA VÁLKY PRO / VLASTENECKOU ČINNOST / DNE 2.ČERVENCE /1942 / V PARDUBICKÉM ZÁMEČKU / NĚMECKÝMI OKUPANTY / UMUČEN. / JEHO CHOŤ UMUČENA / DNE 23.PROSINCE 1942 / V PLYNOVÉ KOMOŘE / V OSWIECIMI.

## Josef Bartoň v kultuře
- Ve filmu Operace Silver A režiséra Jiřího Stracha z roku 2007 hraje postavu Josefa Bartoně Martin Myšička. Jeho jméno je ale změněno na dr. Pavlas. Emilii Bartoňovou představuje Lenka Krobotová.
- V hraném dokumentu Stříbrné requiem hraje postavu Josefa Bartoně Libor František Strašek.

## Fotogalerie

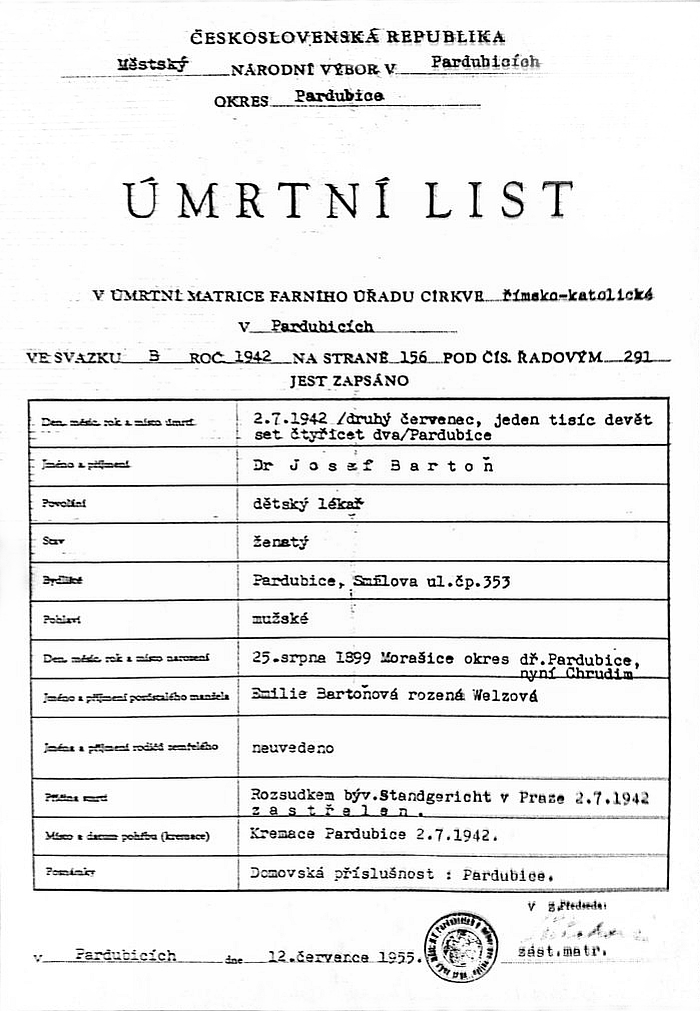
Úmrtní list Josefa Bartoně (opis z matriky úmrtí)
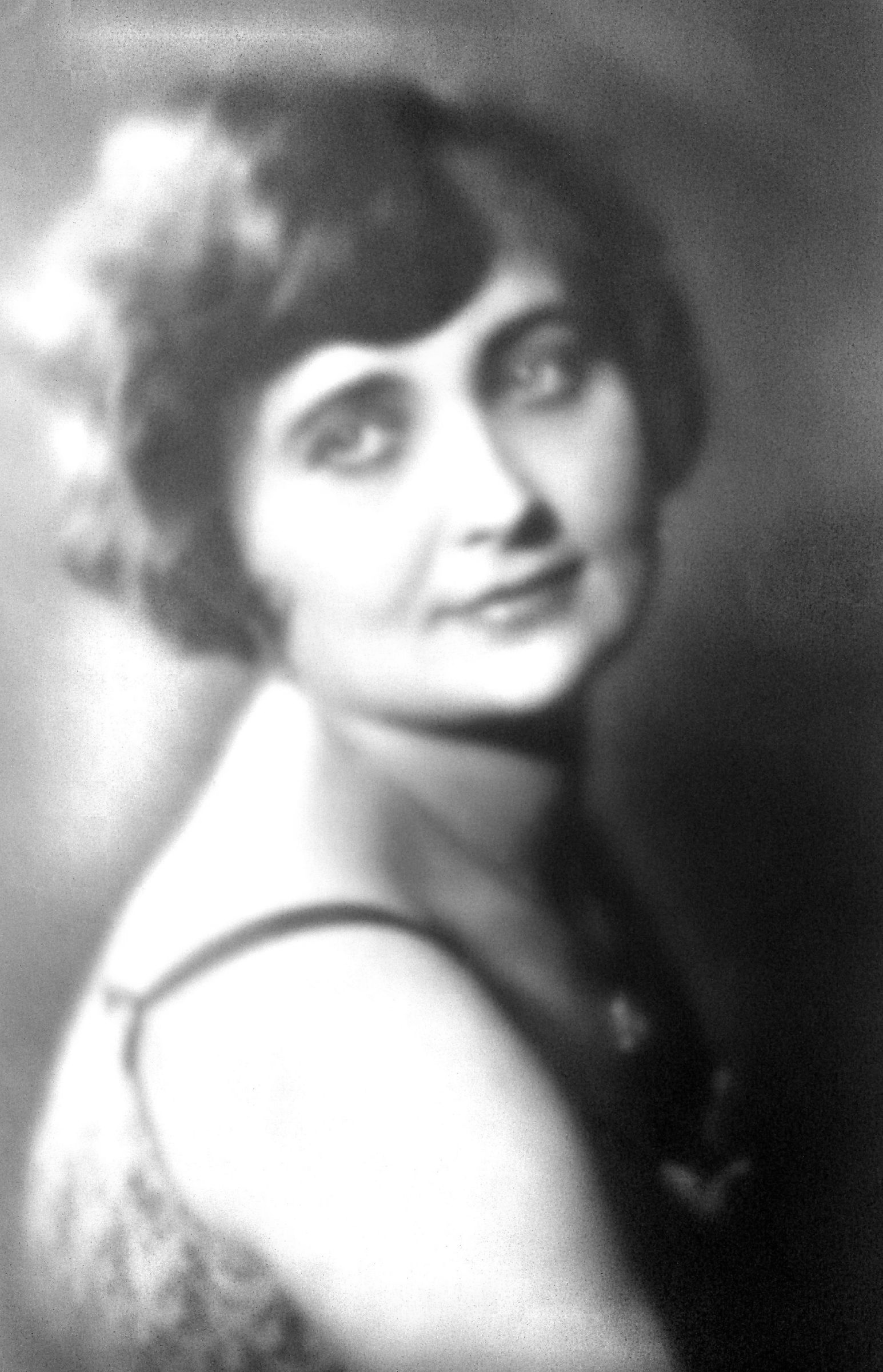
Jeho manželka Emilie Bartoňová
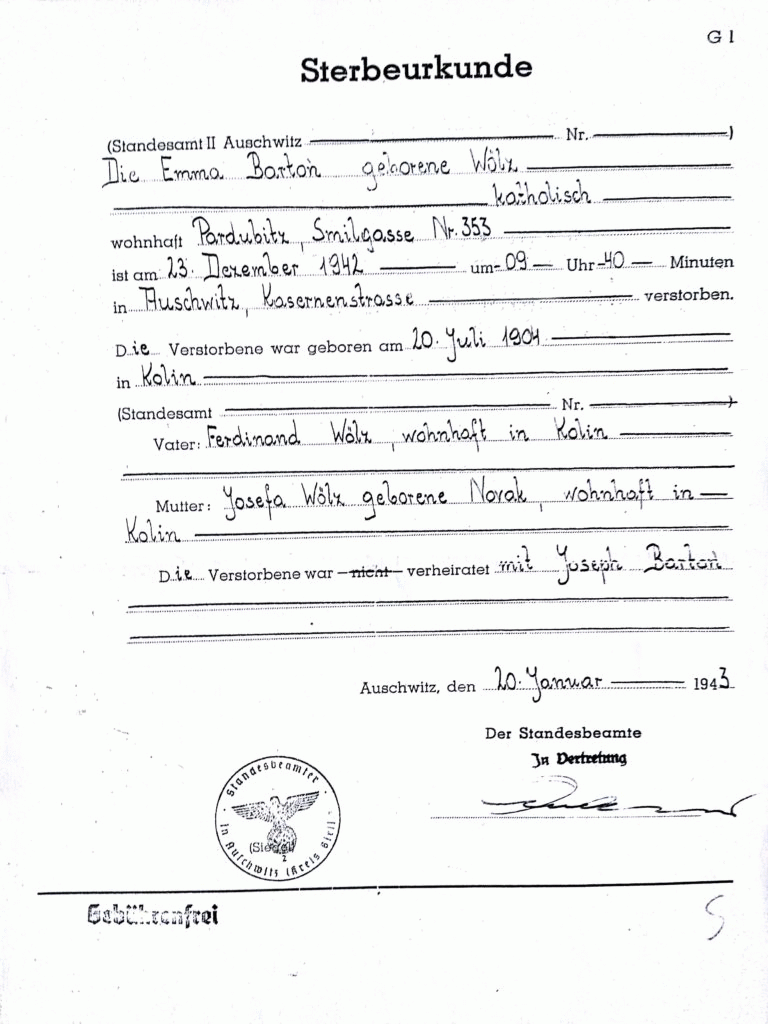
Německy psaný úmrtní list Emilie Bartoňové z KT Osvětim
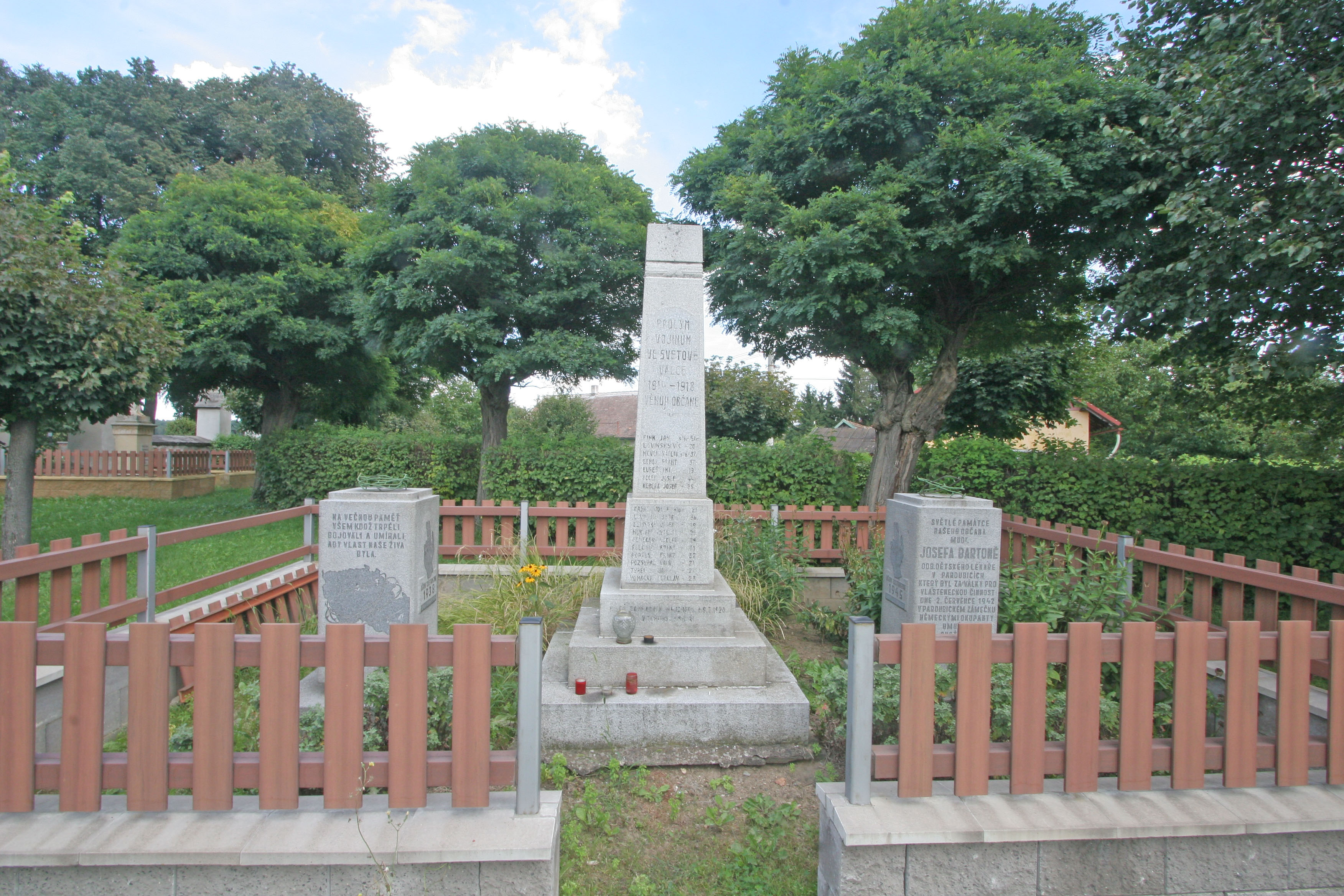
Pomník Josefa Bartoně a jeho ženy Emilie v kompozici pomníku obětem první a druhé světové války ve Stojicích (na snímku vpravo)
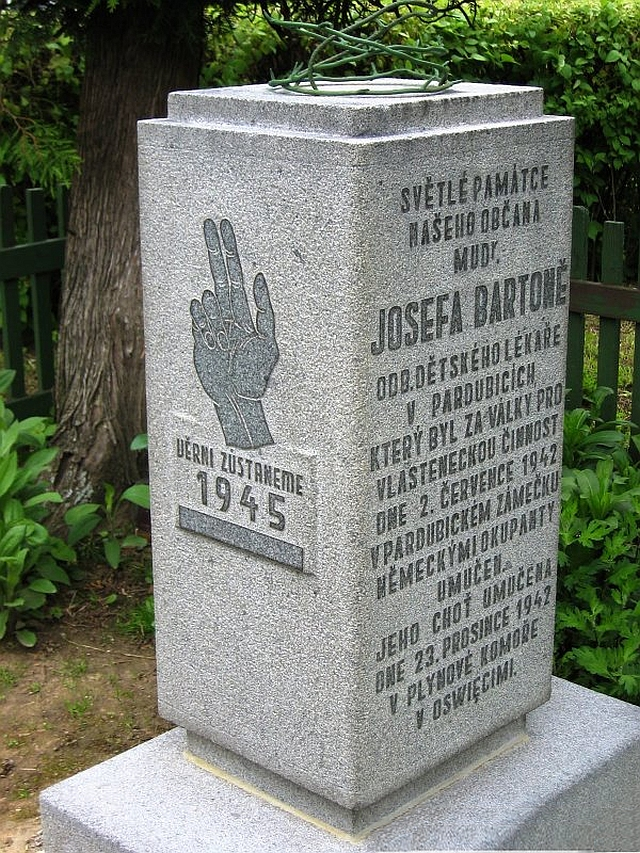
Detail pamětního sloupku v pravé části pomníku obětem první a druhé světové války ve Stojicích
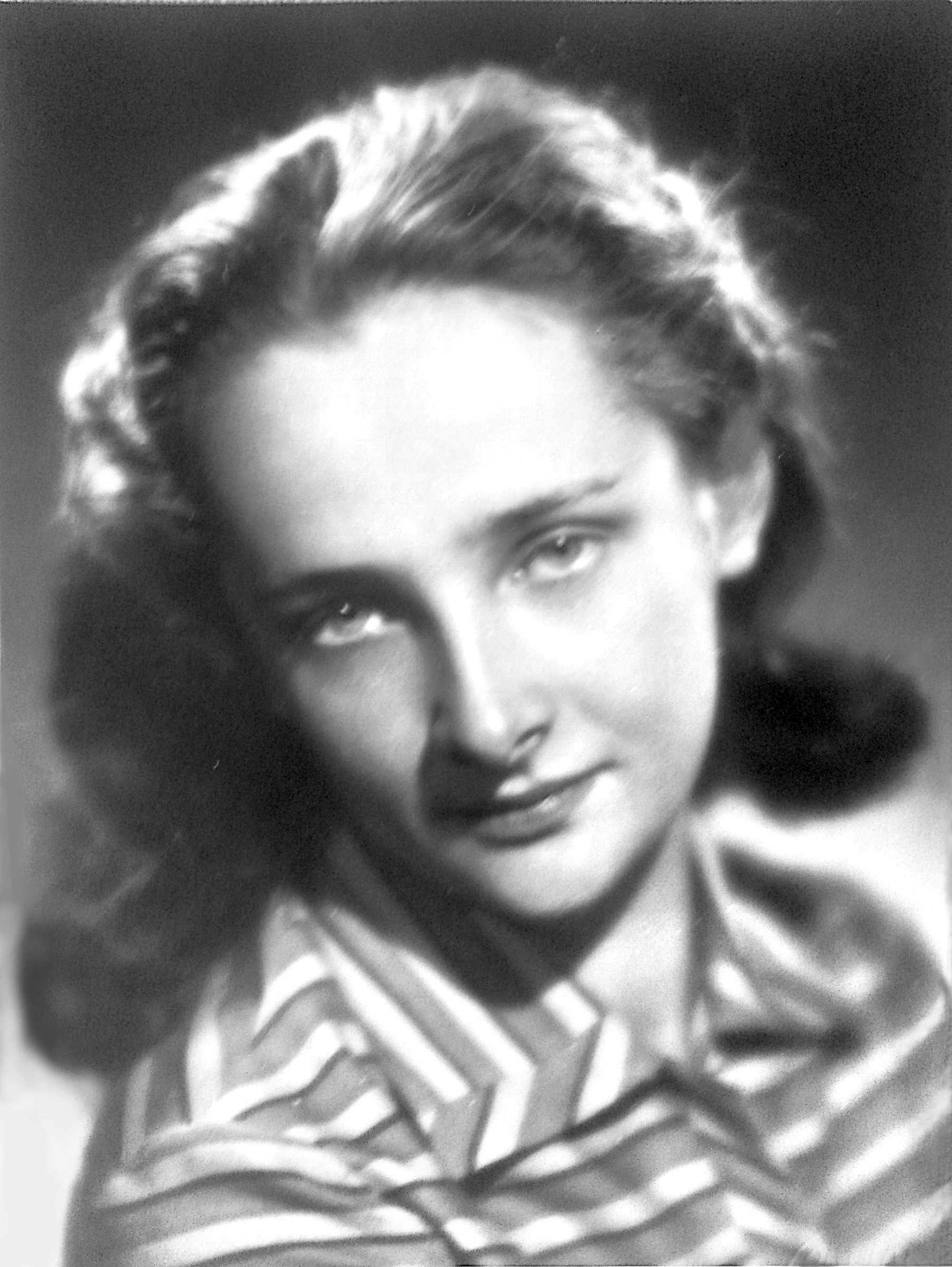
Eliška Dusilová (rozená Bartoňová) – dcera Emilie a Josefa Bartoňových